# Ченери, Чарльз
Чарльз Джон Че́нери (англ. Charles John Chenery; 1 января 1850 — 17 апреля 1928) — английский футболист, нападающий. Один из участников первого в истории матча футбольных сборных в составе сборной Англии. Также играл в крикет.

## Футбольная карьера
Родился в Ламборне (графство Беркшир) в семье Джорджа Ченера и София Аткинс. Окончил Королевскую среднюю школу Марлборо. После окончания школы играл за «Кристал Пэлас». В феврале 1872 года сыграл в неофициальном матче за команду «Англии» против команды «Шотландии». 30 ноября 1872 года сыграл в первом официально признанном матче национальных сборных в составе сборной Англии против сборной Шотландии, который завершился со счётом 0:0.
8 марта 1873 года сыграл во втором матче сборной Англии против шотландцев в Лондоне. Из первого состава англичан во втором матче сыграли только Ченери и Харвуд Гринхалш. Матч завершился победой сборной Англии со счётом 4:2, Ченери стал автором четвёртого гола англичан.
7 марта 1874 года провёл свой третий и последний матч за сборную Англии. Это снова была игра против сборной Шотландии, на этот раз шотландцы одержали победу со счётом 2:1. Ченери был единственным игроком, сыгравшим во всех трёх первых матчах сборной Англии. До 1876 года ему принадлежал рекорд по количеству матчей за сборную.
На клубном уровне, помимо «Кристал Пэлас», играл за клубы «Барнс» и «Уондерерс». Был секретарём клуба «Уондерерс» в 1871 году. Также выступал за команды футбольных ассоциаций графства Сарри и Лондона.

## Крикет
Играл в крикет за крикетный клуб графства Сарри в 1872 и 1873 году.
Также выступал за крикетный клуб графства Нортгемптоншир.

## После завершения спортивной карьеры
В 1878 году эмигрировал с семьёй в Австралию. Поселился в Мансфилде, где у него жили родственники. В 1890 году женился на Приссиле Суонн, в браке с которой у него родилось трое сыновей. Умер 17 апреля 1928 года в Мансфилде.